# Академия за надписи и художествена проза
Академията за надписи и художествена проза (на френски: Académie des Inscriptions et Belles-Lettres) е френска научна общност в хуманитарните науки, и един от петте члена на Френския институт.
Академията е основана през 1663 г. под името на Кралска академия за надписи и медали, като обединява тесни специалисти в областта на историята на античността. Неин съосновател и патрон е френския министър на финансите Жан Батист Колбер. Първоначалната задача на Академията е опазването на латинските надписи на паметници и медали, които са били достъпни по времето на царуването на краля-слънце Луи XIV.
През 1692 г. Академията е настанена във Версай, а през 1701 г. и е придаден статут на държавно учреждение. Настоящото си име носи от 1716 г.
Целта ѝ е изучаване на паметниците, документите, езиците и културите на цивилизациите на античността, средновековието и епохата на класицизма, както и на неевропейските цивилизации.